# Nomaglio
Nomaglio – miejscowość i gmina we Włoszech, w regionie Piemont, w prowincji Turyn.
Według danych na rok 2004 gminę zamieszkiwały 333 osoby, 111 os./km².